# ダマスカス大学
ダマスカス大学（University of Damascus、アラビア語: جامعة دمشق, Jāmi‘atu Dimashqは、シリアの首都ダマスカスに位置する国内最大・最古の大学。

## 歴史
1923年、医学校（1903年設立）と法学校（1913年設立）を統合して設置。
1958年、それまでの名称はシリア大学であったが、アレッポ大学設立後、ダマスカス大学に改称。
アラブ世界最大規模の、外国人アラビア語履修者のための学校を持つ。
1996年9月、東京外国語大学と交流協定を締結した。
2002年9月、人文学部に日本語学科が開設された。

## 機関
16学部：
- 文学・人文科学部

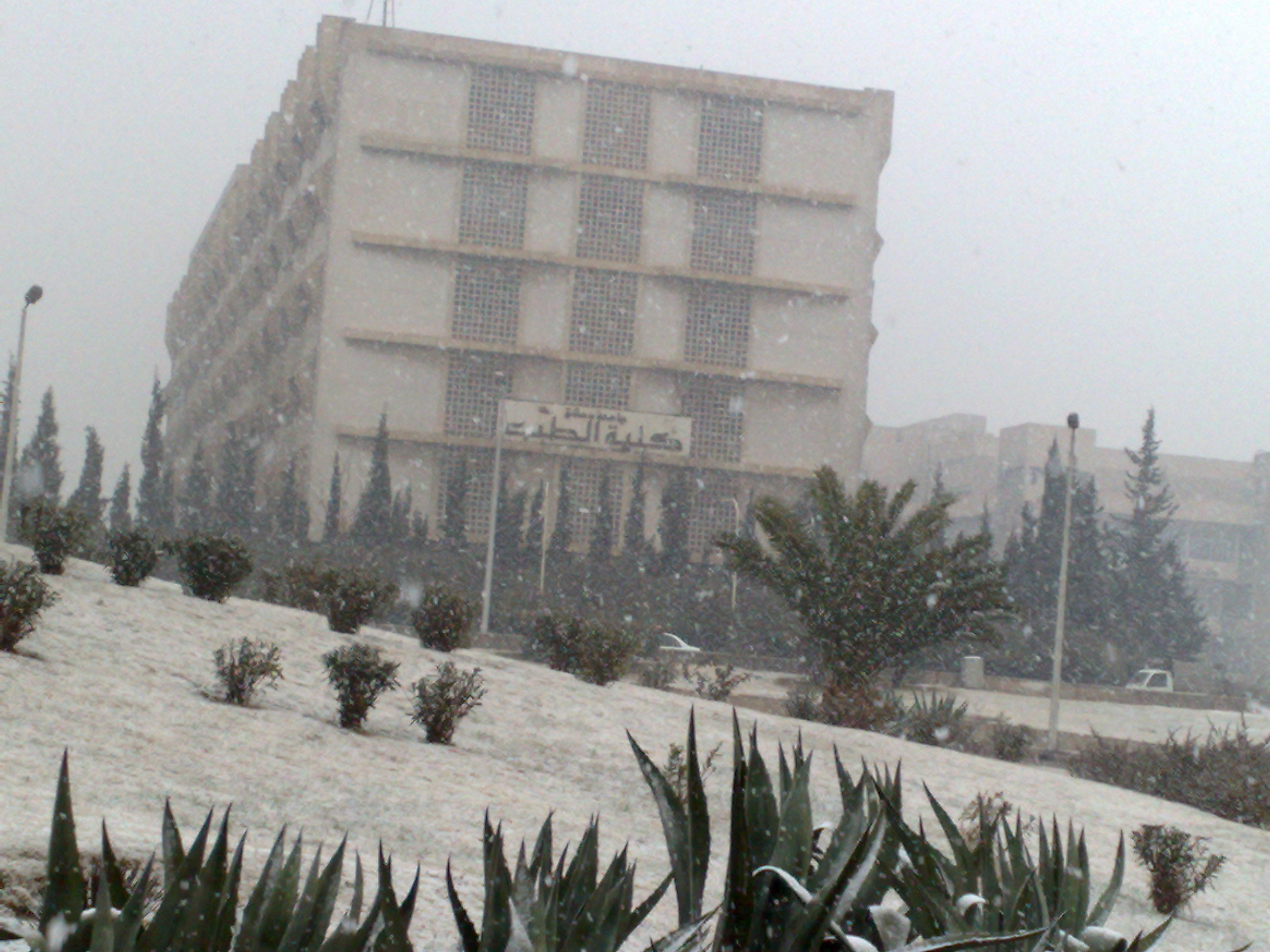
医学部、2008年1月。

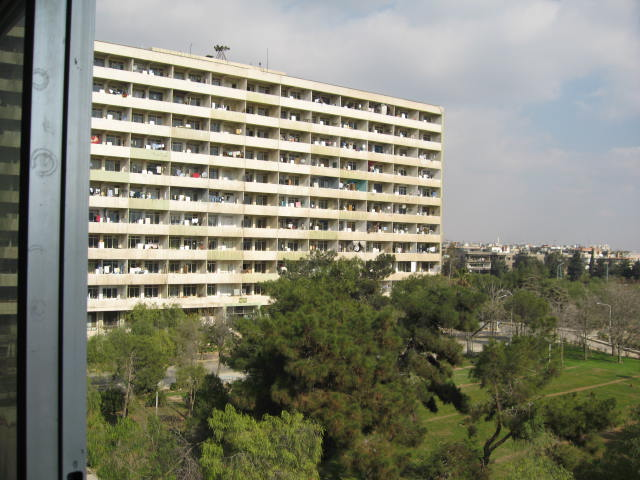
大学宿舎、2008年1月。

- 土木工学部（Faculty of Civil Engineering）
- 法学部
- 理学部
- 教育学部
- シャリーア学部
- 経済学部
- 歯学部
- 薬学部
- 農学部
- 美術学部
- 建築学部
- 情報学部
- 電気機械工学部
- 政治学部
- 医学部

## 卒業生
- マフムード・アッバース - パレスチナ自治政府大統領
- バッシャール・アル＝アサド - シリア大統領
- ファールーク・アッ＝シャルア - シリア副大統領、外相。
- アースィフ・シャウカト - シリアの軍人、政治家。
- ニマト・ハフェズ・バラザンギ - ジェンダー・アンド・セクシュアリティ・スタディーズを専門とするコーネル大学研究員。[5]
- アドニス - 詩人